# Jaromír Zeman
Jaromír Zeman (ur. 12 sierpnia 1886 w Pradze) – czeski tenisista reprezentujący Czechy. Startował na igrzyskach w Sztokholmie (1912), gdzie startował w turniejach singlowym i deblowym na korcie otwartym.

## Występy na letnich igrzyskach olimpijskich

### Turnieje singlowe
| Igrzyska | Konkurencja                     | 1/64 finału              | 1/32 finału     | 1/16 finału     | Ćwierćfinał     | Półfinał        | Finał/Mecz o trzecie miejsce | Klasyfikacja końcowa |
| Igrzyska | Konkurencja                     | Rywal                    | Rywal           | Rywal           | Rywal           | Rywal           | Rywal                        | Klasyfikacja końcowa |
| -------- | ------------------------------- | ------------------------ | --------------- | --------------- | --------------- | --------------- | ---------------------------- | -------------------- |
| LIO 1912 | Turniej singlowy (kort otwarty) | Charles Wennergren P 0:3 | → Nie awansował | → Nie awansował | → Nie awansował | → Nie awansował | → Nie awansował              | Miejsca 33-64        |

### Turnieje deblowe
| Igrzyska | Konkurencja                             | Partner       | 1/32 finału                    | 1/16 finału      | Ćwierćfinał      | Półfinał         | Finał/Mecz o trzecie miejsce | Klasyfikacja końcowa |
| Igrzyska | Konkurencja                             | Partner       | Rywal                          | Rywal            | Rywal            | Rywal            | Rywal                        | Klasyfikacja końcowa |
| -------- | --------------------------------------- | ------------- | ------------------------------ | ---------------- | ---------------- | ---------------- | ---------------------------- | -------------------- |
| LIO 1912 | Turniej deblowy mężczyzn (kort otwarty) | Karel Robětín | B. Kehrling J. Zsigmondy P 1:3 | → Nie awansowali | → Nie awansowali | → Nie awansowali | → Nie awansowali             | Miejsca 17-32        |